# Phyllidiella pustulosa
La fillidiella pustolosa (Phyllidiella pustulosa (Cuvier, 1804)) è un mollusco nudibranchioo appartenente alla famiglia Phyllidiidae.

## Descrizione
Corpo di colore nero, tubercoli rosa chiaro o bianco-rosato sparsi in gruppetti. Rinofori neri, ciuffo branchiale assente. Fino a 6 centimetri.

## Distribuzione e habitat
Dal Mar Rosso alle Hawaii, fino a 50 metri di profondità. Comune.

## Specie affini
Il platelminta Pseudocerus imitatus imita i colori di questo nudibranco. Il nudibranco Chromodoris geometrica si distingue per via del colore dei rinofori.